# Stephanie Kelton
Pour les articles homonymes, voir Kelton.
Stephanie Kelton, née le 10 octobre 1969 est une économiste américaine et une professeure de politique publique et d'économie à l'université d'État de New York à Stony Brook. 

## Biographie
Stephanie Kelton fait des études de finance et d'économie à l'université d'État de Californie à Sacramento dont elle est diplômée en 1995. Elle bénéficie d'une bourse et poursuit ses études à l'université de Cambridge où elle obtient un master en économie en 1997. Grâce à une allocation d'étude du Christ's College, elle passe une année au Levy Economics Institute du Bard College (New York). Elle soutient en 2001 sa thèse de doctorat en économie  intitulée Public policy and government finance: A Comparative Analysis under different monetary systems, à la New School. 
Depuis 2017, Stephanie Kelton est professeure de politique publique et d'économie à l'université d'État de New York à Stony Brook. Auparavant, elle enseignait à l'université du Missouri à Kansas City, dont elle a dirigé le département d'économie. Elle est chercheuse associée au UMKC Center for Full Employment and Price Stability et au Levy Economics Institute. 
Elle est l'ancienne rédactrice en chef du blog New Economic Perspectives,. 
Stephanie Kelton est économiste du comité du budget du Sénat (en) pour le groupe du parti démocrate en 2015, puis elle est nommée conseillère économique de la campagne pour la présidence des États-Unis de 2016 du candidat démocrate Bernie Sanders. 
En 2017, elle est nommée professeure à l'université d'État de New York à Stony Brook où enseigne également son époux, l'historien Paul Kelton.

## Activités de recherche
Les recherches académiques de Stephanie Kelton s'inscrivent dans la perspective de la « théorie monétaire moderne » (en anglais : Modern Monetary Theory, ou MMT) ou néochartalisme,,. Elle s'intéresse particulièrement au salaire minimum garanti, à la sécurité sociale et au plein emploi.

## Publications

### en anglais
- Can Taxes and Bonds Finance Government Spending? , Levy Economics Institute, juillet 1998
- The role of the state and the hierarchy of money, Cambridge Journal of Economics, vol. 25, 2001, p.149–163
- avec Edward J. Nell, The State, the Market, and the Euro: Metallism versus Chartalism in the Theory of Money, Edward Elgar, 2003   (ISBN 9781843761563)
- The Deficit Myth : Modern Monetary Theory and How to Build a Better Economy, John Murray, juin 2020

### traduction en français
- Le mythe du déficit : La Théorie moderne de la monnaie et la naissance de l'économie du peuple [« The Deficit Myth : Modern Monetary Theory and How to Build a Better Economy »], Les Liens qui libèrent, 2021, 368 p. (ISBN 979-1020909732)